# В'єдма (гора)
В'єдма (Viedma) — підльодовикова гора на східному льодовому схилі Південнопатагонського льодового поля. Лежить у спірній зоні між Чилі та Аргентиною. Її вважали вулканом через виверження з попелу та пемзи, яке спостерігалося в 1988 році. Виверження спричинило селевий потік, який досяг озера В'єдма. Пізніше дослідження доказало, що виверження не було вулканічного походження, а спричинене таненням самого льодовика. У квітні 2019 року В'єдма більше не вважалася вулканом у Глобальній програмі вулканізму, зникнувши зі списку вулканів.
Її найближчими сусідами є вулкан Лаутаро на півночі та вулкан Агілера на півдні.